# Slaget ved Varna
Slaget ved Varna fandt sted den 10. november 1444 nær Varna i det østlige Bulgarien. Den osmanniske hær under Sultan Murad II (som faktisk ikke regerede sultanatet på det tidspunkt) besejrede korsfarerne under kommando af kong Władysław 3. af Polen og Ungarn, John Hunyadi (fungerende som kommandør for de kombinerede kristne styrker) og Mircea 2. af Valakiet. Det var det sidste slag i det mislykkede korstog i Varna.

## Baggrund
Det ungarske rige blev efter kong Sigismunds død i 1437 kriseramt. Hans svigersøn og efterfølger, kong Albrecht 2., regerede kun i to år og døde i 1439 og efterlod sin enke Elizabeth med et ufødt barn, Ladislaus den posthume. De ungarske adelsmænd kaldte derefter den unge kong Władysław 3. af Polen til Ungarns trone og forventede hans hjælp til forsvar mod osmannerne. Efter sin ungarske kroning vendte han aldrig tilbage til sit hjemland igen, idet han overtog det ungarske kongerige ved siden af den indflydelsesrige adelsmand John Hunyadi.
Efter mislykkede ekspeditioner i 1440-1442 mod Beograd og Transsylvanien, og nederlagene fra Hunyadis "lange felttog" i 1442-1443, underskrev den osmanniske sultan Murad 2. en ti-årig våbenhvile med Ungarn. Efter at han havde sluttet fred med Karaman-emiratet i Anatolien i august 1444, afgav han tronen til sin tolvårige søn Mehmed 2.
I forventning om en osmannisk invasion, opmuntret af den unge og uerfarne nye osmanniske sultan, samarbejdede Ungarn med Venedig og pave Eugene 4. for at organisere en ny korsfarerhær ledet af Hunyadi og Władysław 3.  Murad 2.  blev advaret mod den kristne koalition, og  ledede den osmanniske hær.

## Forberedelser
Den blandede pavelige hær var hovedsageligt sammensat af ungarske, polske, bøhmiske (hvis kombinerede hære talte 16.000) og valakiske (4.000) styrker, med mindre afdelinger af pavelige tropper, germanske riddere, tjekkere, bosniere, kroater, bulgarere, litauere, rutenere. Tropper fra Kroatien og Bosnien blev ledet af den kroatiske adelsmand Frano Talovac.
Pavelige, venetianske og burgundiske skibe under Alvise Loredan havde blokeret Dardanellerne, da den ungarske hær skulle rykke frem mod Varna, mens en anden flotille bestående af seks skibe (to burgundiske, to ragusanske og to byzantinske) blokerede Bosporus. Begge mislykkedes, og den vigtigste osmanniske styrke fra Asien, inklusive sultanen, krydsede Bosporus-området den 18. oktober 1444. Den ungarske fremrykning var hurtig, osmanniske fæstninger blev forbigået, mens lokale bulgarere fra Vidin, Oryahovo og Nicopolis sluttede sig til hæren. Den 10. oktober sluttede omkring 7.000 valachiske kavalerister under Mircea II, en af Vlad 2. Draculs sønner, sig også til nær Nicopolis.
Armenske flygtninge i kongeriget Ungarn, deltog også i krigene mod osmannerne, så tidligt som slaget ved Varna i 1444, hvor nogle armeniere blev set blandt de kristne styrker.

## Implementering
Sent den 9. november nærmede en stor osmannisk hær på omkring 60.000 mand Varna fra vest. Ved et øverste militærråd indkaldt af Hunyadi i løbet af natten insisterede den pavelige legat, kardinal Julian Cesarini, på en hurtig tilbagetrækning. Imidlertid blev de kristne fanget mellem Sortehavet, Varna-søen, de stejle skovklædte skråninger af Franga-plateauet (356 m højt) og fjenden. Cesarini foreslog derefter et forsvar ved hjælp af hussitternes vognborg indtil den kristne flåde ankom. De ungarske stormænd og de kroatiske og tjekkiske befalingsmænd støttede ham, men de unge (20-årige) Władysław og Hunyadi afviste den defensive taktik. Hunyadi erklærede: "At flygte er umuligt, at overgive sig er utænkeligt. Lad os kæmpe med tapperhed og ære vores våben." Władysław accepterede denne stilling og gav ham kommandoen. Andreas del Palatio udtaler, at Hunyadi ledede den "vallakiske hær", hvilket indikerer en stor rumænsk komponent i Hunyadis personlige hær.
Om morgenen den 10. november indsatte Hunyadi hæren af omkring 20.000 korsfarere som en bue mellem Varna-søen og Franga-plateauet; linjen var omkring 3,5 km lang. To styrker med i alt 3.500 mand fra kongens polske og ungarske livvagter, ungarske kongelige lejesoldater og styrker af ungarske adelsmænd holdt centret. Det valakiske kavaleri blev efterladt i reserve bag midten.
Den højre flanke, der stod op ad bakken mod landsbyen Kamenar, talte 6.500 mand fordelt på 5 afdelinger. Den dalmatiske John de Dominis, biskop af Varadin med sit personlige hærgruppe ledede styrken; Cesarini kommanderede en afdeling af tyske lejesoldater og et bosnisk. Biskoppen af Eger Simon Rozgonyi ledede sin egen styrke, og militærguvernøren i Slavonien, ban Franko Talovac, befalede en kroatisk styrke.
Venstre flanke, i alt 5.000 mand i 5 afdelinger, blev ledet af Michael Szilágyi, Hunyadis svoger, og bestod af Hunyadis transsylvanere, bulgarere, tyske lejesoldater og bannere fra ungarske stormænd . Bag ungarerne, tættere på Sortehavet og søen, lå Wagenburg, forsvaret af 300 eller 600 tjekkiske og ruthenske lejesoldater under hetman Ceyka, sammen med polakker, litauere og valachere. Hver vogn var bemandet med 7 til 10 soldater, og Wagenburg var udstyret med bombarder.
Det osmanniske centrum omfattede janitsjarerne og folk fra Rumelien udstationeret omkring to thrakiske gravhøje. Murad observerede og styrede slaget fra en af dem. Janitsjarerne gravede ind bag grøfter og to palisader. Højre fløj bestod af Kapikulier og Sipahier fra Rumelia, og venstre fløj var sammensat af Akıncıs, Sipahis fra Anatolien og andre styrker. Janitsarbueskytter og Akıncı lette kavaleri blev indsat på Franga-plateauet.

## Kampen
Det lette osmanniske kavaleri angreb Franco Talotsi kroater. Kristne fra venstre fløj svarede med bombarder og skydevåben og stoppede angrebet. Kristne soldater jagtede osmannerne i en uordnet forfølgelse. Det anatolske kavaleri overfaldt dem fra flanken. Den kristne højre fløj forsøgte at flygte til den lille fæstning Galata på den anden side af Varna-bugten, men de fleste af dem blev dræbt i marsklandet omkring Varnasøen og floden Devnya, hvor Cesarini også mødte sin ende. Kun ban Talotsis tropper formåede at trække sig tilbage bag vognborgen.
Den anden osmanniske flanke angreb ungarerne og bulgarerne ledet af Michael Szilagyi. Deres pres blev standset og tilbagevist; så angreb Sipahis igen. Hunyadi besluttede at hjælpe og rådede Władysław til at vente, indtil han vendte tilbage; rykkede derefter frem med to rytterkompagnier. Den unge konge ignorerede Hunyadis råd og styrtede 500 af sine polske riddere mod det osmanniske centrum. De forsøgte at overmande janitshar-infanteriet og tage Murad til fange, og det lykkedes næsten, men foran Murads telt faldt Władysławs hest enten i en fælde eller blev stukket, og kongen blev halshugget af lejesoldaten Kodja Hazar. Det resterende koalitionskavaleri blev demoraliseret besejret af osmannerne.
Da han vendte tilbage, forsøgte Hunyadi febrilsk at redde kongens lig, men alt, hvad han kunne udrette, var at organisere tilbagetrækningen af resterne af hans hær; der var tusindvis af ofre i kaosset og de blev praktisk talt udslettet. Hverken hovedet eller kroppen af kongen blev nogensinde fundet. 
Minnesangeren Michael Beheim skrev en sang baseret på historien om Hans Mergest, der tilbragte 16 år i osmannisk fangenskab efter slaget.

## Efterspil
Hunyadi nåede Donau, men blev taget til fange af Vlad Dracul i Vallakiet og fængslet som forsikring i tilfælde af osmannisk gengældelse eller for en høj løsesum. Han blev løsladt i bytte for en stor sum penge, da ungarske adelsmænd, der var loyale over for Hunyadi, begyndte at true Vlad Dracul med en kampagne mod ham. En anden version af historien er, at han ved en fejl blev fanget af valakiske grænsevagter, som ikke genkendte ham, og løsladt af Vlad Dracul, da de mødtes ansigt til ansigt. Efter Władysław 3.'s død blev Hunyadi et af de vigtigste og mest magtfulde medlemmer af den ungarske adel og blev guvernør i Ungarn den 5. juni 1446. Han blev senere, af paven i 1447, gjort til hertug.
Ungarske adelsmænd havde svært ved at tro, at både deres konge og Cesarini var døde, hvilket førte til, at spioner blev sendt syd om Donau, men der blev ikke fundet andre oplysninger end det, der allerede var kendt.
Władysław 3.'s død efterlod Ungarn i hænderne på den fireårige Ladislaus Postumus fra Bøhmen og Ungarn. Han blev efterfulgt i Polen af Kasimir 4. Jagiellon efter et treårigt interregnum.
Murads tab ved Varna var så store, at det var først tre dage senere, at han indså, at han vandt. Ikke desto mindre afholdt den osmanniske sejr i Varna, efterfulgt af den osmanniske sejr i det andet slag om Kosovo i 1448, de europæiske stater fra at sende nogen væsentlig militær bistand til byzantinerne under den osmanniske belejring af Konstantinopel i 1453. Hunyadi underskrev en treårig våbenhvile med den osmanniske centralregering i 1451.
Kun den europæiske sejr ved Beograd kunne stoppe osmannerne i at erobre store dele af Europa. Ungarn ville være sikkert i yderligere 70 år efter denne sejr, indtil den ungarske hær blev knust af osmannerne ved Slaget ved Mohács i 1526, hvilket førte til enden på Ungarn som et selvstændigt forenet kongerige i næsten 400 år.

## Eftermæle
I kølvandet havde osmannerne fjernet en betydelig modstand mod deres ekspansion til Central- og Østeuropa; efterfølgende kampe tvang et stort antal europæere til at blive osmanniske undersåtter.
Den faldne polske konge blev navngivet Władysław 3. Warneńczyk til minde om slaget.
Slaget ved Varna mindes på den ukendte soldats grav, Warszawa, med inskriptionen "WARNA 10 XI 1444".